# Karanis
Karanis (Oudgrieks Καρανίς) is een oud-Egyptische stad in het Fajoembekken. Tegenwoordig wordt het gebied Kom Aushim genoemd.

## Bezienswaardigheden
De stad Karanis werd gebouwd tijdens de Grieks-Romeinse tijd. De plaats bevat twee tempels uit de  Ptolemaeische periode gewijd aan Pnepheros en Petesuchos. De tempels zijn gebouwd volgens de traditionele manier. De kleinere tempel is gedateerd op de 1e eeuw na Christus. Het werd verlaten in de 3e eeuw.

## Papyri

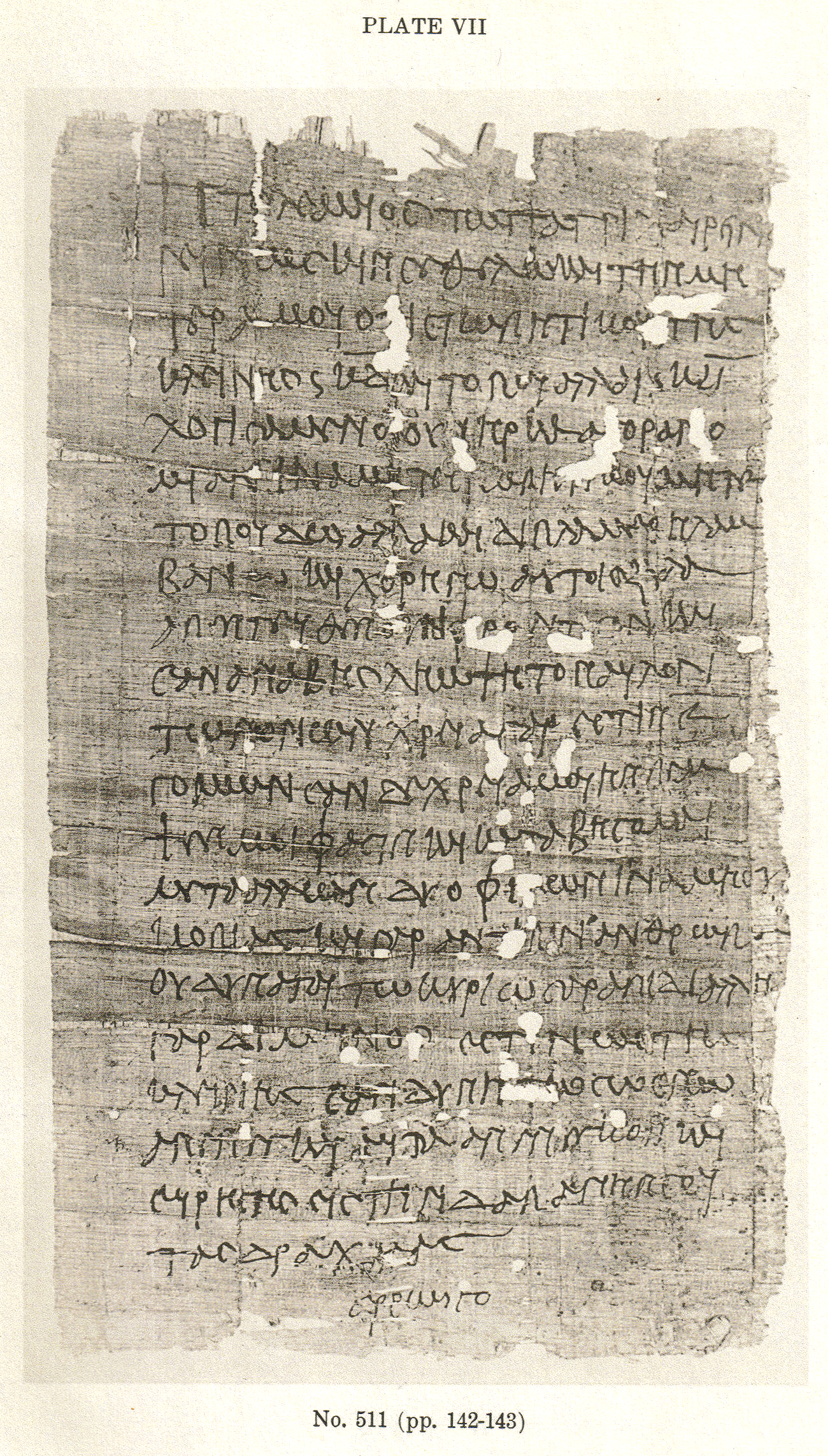
Papyrus uit Karanis

De stad Karanis is ook bekend om de papyrus die er gevonden werd. De papyrussen die zijn gevonden komen allemaal uit dezelfde tijd rond 370 v. Chr. Ze tonen hoe gewone mensen met elkaar omgingen onder de Grieks en Romeinse heerschappij. De papyri zijn meestal belastingpapieren. Archeologen leidden hieruit af dat de bevolking arme boeren waren die geen contact hadden met andere steden.

## Opgravingen
In de 19e en begin 20e eeuw hadden boeren het recht om de bodem van de tempels te gebruiken als meststoffen (sebbakh) voor hun land. Barnard Pyne Grendfell en Arthur Surridge Hunt verrichten de eerste opgravingen in 1895. Zij merkten dat de archeologische site te veel was geplunderd om iets op te graven. Rond deze tijd had men geen oog voor de Griek-Romeinse tijd, de oude stad bleef dus een bron van meststoffen voor boeren.
In 1924 kreeg Francis W. Kelsey, professor Latijnse taal en literatuur aan de Universiteit van Michigan, toestemming om te zoeken naar een plek om te graven. In 1925 startte hij in Karanis. De papyri die zijn opgegraven maken nu deel uit van de Papyrus collectie van de universiteit van Michigan.
Recente opgravingen zijn gedaan door de Universiteit van Caïro, een Frans instituut en een team bestaande uit de Universiteit van Californië - Los Angeles, de Universiteit van Groningen uit Nederland en de Vrije Universiteit Brussel.